# Luise von Sachsen-Gotha-Altenburg (1756–1808)

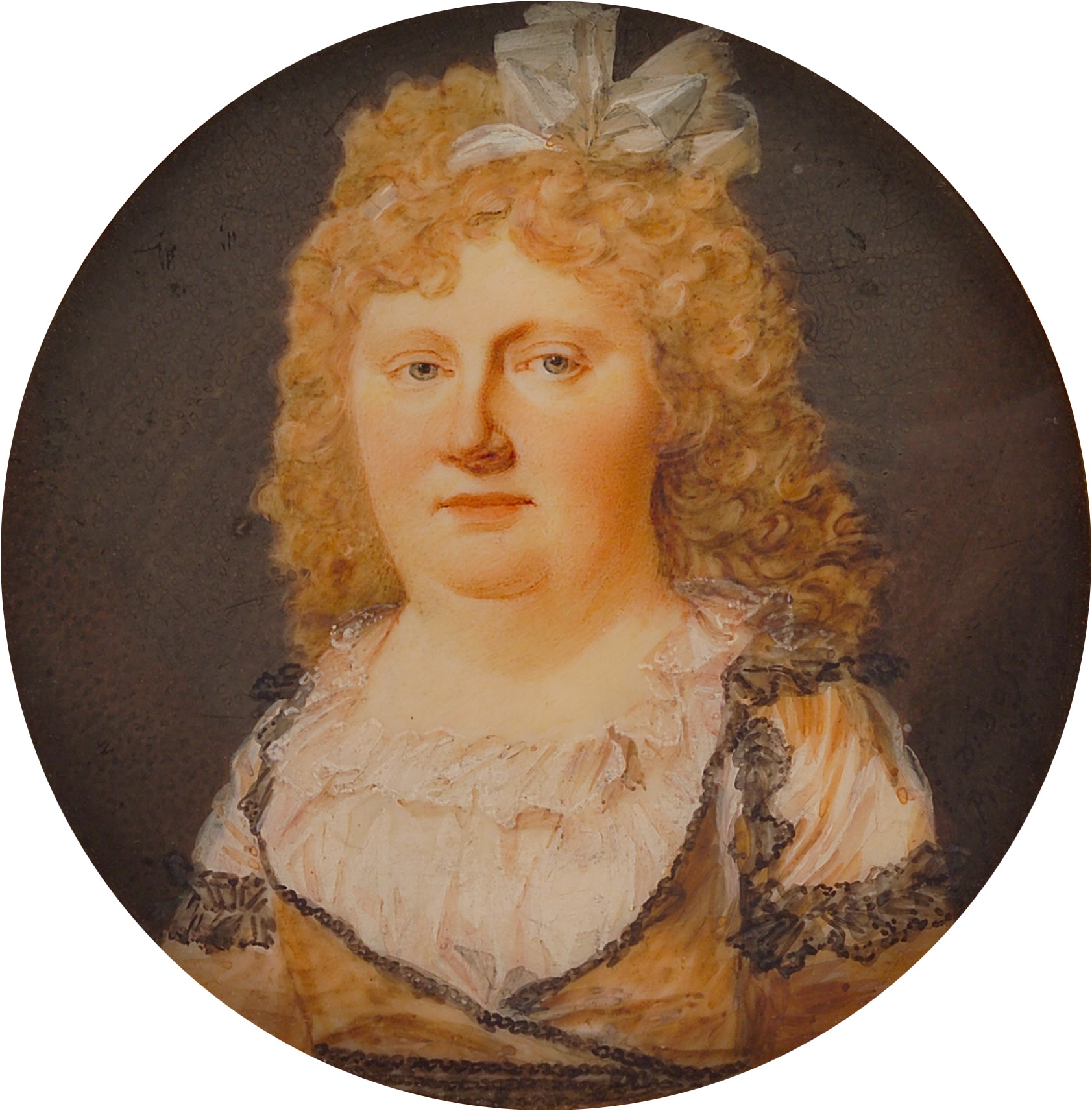
Luise von Sachsen-Gotha-Altenburg, Herzogin zu Mecklenburg

Luise von Sachsen-Gotha-Altenburg (* 9. März 1756 in Roda; † 1. Januar 1808 in Ludwigslust) war eine Prinzessin von Sachsen-Gotha-Altenburg und durch Heirat Herzogin zu Mecklenburg im Landesteil Mecklenburg-Schwerin.

## Leben
Luise wurde als Tochter des Prinzen Johann August von Sachsen-Gotha-Altenburg (1704–1767) aus dessen Ehe mit Luise (1726–1773), Tochter des Grafen Heinrich I. Reuß zu Schleiz, geboren.
Sie heiratete am 31. Mai 1775 auf Schloss Friedenstein in Gotha den Erbgroßherzog von Mecklenburg, der 1785 als Friedrich Franz I. regierender Herzog im Landesteil Schwerin wurde und 1815 zum Großherzog von Mecklenburg erhoben wurde. Die Ehe wurde als glücklich beschrieben.
Als Herzogin Luise starb, wurde sie in der für sie erbauten Luisengruft, dem Louisen-Mausoleum hinter dem Schloss Ludwigslust beigesetzt. Vor der Gruft befinden sich zwei Sandstein-Löwen und über dem Eingang in vergoldeten Buchstaben der Schriftzug „Louisen“.

## Nachkommen
Aus ihrer Ehe hatte Luise folgende Kinder:
- Friedrich Ludwig (1778–1819), Erbprinz zu Mecklenburg

⚭ 1. 1799 Großfürstin Helena Pawlowna Romanowa (1784–1803)
⚭ 2. 1810 Prinzessin Karoline Luise von Sachsen-Weimar-Eisenach (1786–1816)
⚭ 3. 1818 Prinzessin Auguste von Hessen-Homburg (1776–1871)
- Luise Charlotte (1779–1801)

⚭ 1797 Herzog August von Sachsen-Gotha (1772–1822)
- Gustav (1781–1851)
- Karl (1782–1833)
- Charlotte Friederike (1784–1840)

⚭ 1806 (gesch. 1810) Erbprinz Christian von Dänemark und Norwegen (1786–1848)
- Adolf (1785–1821)